# Vernet (Artesa de Segre)
Vernet es una localidad española perteneciente al municipio leridano de Artesa de Segre, en Cataluña.

## Descripción
Se ubica en el término municipal leridano de Artesa de Segre, en la comunidad autónoma de Cataluña.
A mediados del siglo XIX contaba con 30 habitantes. En 2018 su población asociada ascendía a 20 habitantes. Aparece descrita en el decimoquinto volumen del Diccionario geográfico-estadístico-histórico de España y sus posesiones de Ultramar de Pascual Madoz de la siguiente manera:

VERNET: l. que forma parte del distrito municipal de Baldomá, en la prov. de Lérida (8 leg.), part. jud. de Balaguer (4), aud. terr. y c. g. de Barcelona (51), dióc. de Urgel (12), oficiliato de Pons. sit. en la cima de un montecillo á 1/4 de hora de la márgen derecha del r. Segre: clima sano, donde solo se padecen algunas tercianas benignas, reinando los vientos del S. y O., y en el verano el llamado marinada. Consta de 6 casas é igl. parr. (Ntra. Señora de la Asuncion), junto á la cual, y en el punto mas elevado del pueblo hácia el O. está el cementerio : el curato es de entrada y lo sirve su rector. El término se estiende de N. á S. 1/3 de leg., y 2/3 de E. á O.: confina por N. con el de Baldomar, E. el de Alentorn; S. el de Artesa de Segre, mediante el r. Segre, y O. otra vez el de Baldomar, á 1/3 de leg. por cada punto menos por el S., que hay 1/4 de hora : le baña el r. Segre, de cuyas aguas se utilizan los vec. para beber y demas usos: no hay puente, pero se sirven para pasar del de Alentorn, que se halla á 1/4 de hora. El terreno es de secano, tierra floja y pedregosa, que solo sirve para viñas y algunos olivos. Los caminos son de travesía para ir á los pueblos circunvecinos: la correspondencia se recibe de la administracion de Artesa de Segre, por cuenta de los interesados. prod.: vino, aceite, trigo, cebada y legumbres; hay ganado vacuno y mular para la labranza; caza de conejos, perdices y liebres, y pesca de barbos y algunas anguilas y truchas. pobl.: 6 vec., 30 alm. riqueza imp. 12,075 rs. contr.: el 14,48 por 100 de esta riqueza.
(Madoz, 1849, p. 684)